# Radosław Galant
Radosław Galant (ur. 10 listopada 1990 w Krynicy-Zdroju) – polski hokeista, reprezentant Polski.

## Kariera klubowa
- SMS I Sosnowiec (2006-2009)
- GKS Tychy (2009-2024)
- Re-Plast Unia Oświęcim (2024-)

Wychowanek KTH Krynica. Absolwent NLO SMS PZHL Sosnowiec z 2009. Przed sezonem 2009/2010 został wypożyczony do GKS Tychy na rok, a w maju 2010 roku podpisał dwuletni kontrakt z tyską drużyną. W maju 2024 został zawodnikiem Re-Plast Unii Oświęcim.

## Kariera reprezentacyjna
W barwach reprezentacji Polski do lat 18 uczestniczył w turnieju mistrzostw świata juniorów do lat 18 w 2007, 2008 (Dywizja I). W barwach reprezentacji Polski do lat 20 uczestniczył w turnieju mistrzostw świata juniorów do lat 20 w 2008, 2009, 2011 (Dywizja II), 2012 (Dywizja I). W barwach seniorskiej kadry Polski uczestniczył w turniejach mistrzostw świata w 2013, 2015, 2016, 2017 (Dywizja I), 2023 (Dywizja IA).

## Sukcesy
Reprezentacyjne
- Awans do mistrzostw świata Elity: 2023

Klubowe
- Puchar Polski: 2009, 2014, 2017, 2023 z GKS Tychy
- Brązowy medal mistrzostw Polski: 2010, 2013, 2021, 2024 z GKS Tychy
- Srebrny medal mistrzostw Polski: 2011, 2014, 2016, 2017, 2023 z GKS Tychy
- Złoty medal mistrzostw Polski: 2015, 2018, 2019, 2020[3] z GKS Tychy
- Superpuchar Polski: 2015, 2018, 2019, 2023 z GKS Tychy, 2024 z Unią Oświęcim
- Trzecie miejsce w Superfinale Pucharu Kontynentalnego: 2016 z GKS Tychy

Indywidualne
- Puchar Kontynentalny 2015/2016#Grupa C:
  - Drugie miejsce w klasyfikacji asystentów turnieju: 6 asyst[4]
  - Pierwsze miejsce w klasyfikacji kanadyjskiej turnieju: 10 punktów[5]